# Ronald Webster
James Ronald Webster (* 2. März 1926; † 9. Dezember 2016) war ein Politiker aus Anguilla. Er war zwischen 1976 und 1977 sowie von 1980 bis 1984 erster Chief Minister von Anguilla.

## Leben

### Kampf für die Unabhängigkeit und Ausrufung der Republik 1967
Ronald Webster war Führer einer Revolution, in deren Folge Anguilla am 12. Juli 1967 eine einseitige, vom Vereinigten Königreich allerdings nicht anerkannte Unabhängigkeit sowie den Austritt aus dem britischen Überseeterritorium St. Christopher-Nevis-Anguilla erklärte. In der Folgezeit zwangen die Anguillaner die aus St. Kitts und Nevis stammenden Verwaltungsbeamten und Polizisten dazu, die Insel zu verlassen. Grund dafür waren angebliche öffentliche Misshandlungen und des Missbrauch von Geldern durch die Regierung. Anguilla erhielt beispielsweise finanzielle Unterstützung von Kanada für den Bau eines Piers auf der Insel, wobei das Geld wurde an die Zentralregierung in St. Kitts für den Bau eines Pier in St. Kitts verwendet wurde. Am 11. Juli hatten die Anguillaner mit überwältigender Mehrheit für den Austritt aus dem Assoziierten Staat gestimmt, um eine eigenständige Kolonie Großbritanniens zu werden. Am 4. August 1967 löste er Peter Adams kurzzeitig als Präsident von Anguilla ab und übernahm noch 1967 den Posten als Chefverwalter und Vorsitzender des Rates (Chief Executive and Chairman of the Anguilla Council). Das Vereinigte Königreich entsandte daraufhin mit Anthony „Tony“ Lee einen Berater, um in Zusammenarbeit mit Ronald Webster eine „vorläufige grundlegende Verwaltungsbehörde“ zu bilden.
Daraufhin kam es zu einer Teilung der Regierungsverantwortung: Tony Lee fungierte zwischen dem 8. Januar 1968 und Januar 1969 als Regierungskommissar (Commissioner). St. Kitts weigerte sich, das Interimsabkommen zu verlängern, woraufhin die britischen Behördenvertreter gingen. Daraufhin übernahm Webster zwischen Januar und dem 19. März 1969 wieder die Posten als Chefverwalter und Vorsitzender des Rates. Im Februar 1969 stimmten die Inselbewohner erneut dafür, von St. Kitts und Nevis getrennt zu bleiben und proklamierten am 6. Februar 1969 eine unabhängige Republik Anguilla. Im März 1969 trat ein weiterer Regierungsvertreter in Anguilla ein, um ein weiteres Interimsabkommen abzuschließen, und wurde innerhalb weniger Stunden nach seiner Ankunft ausgewiesen. Acht Tage später kamen 315 britische Fallschirmjäger und zwei Fregatten, um die Ordnung wiederherzustellen. Tony Lee war vom 19. März bis zum 20. April 1969 abermals Commissioner. 1971 wurde ein erneutes Interimsabkommen geschlossen, woraufhin bis April 1982 das Vereinigte Königreich durch einen Commissioner vertreten wurde. Bei den Wahlen am 24. Juli 1972 gewann die von Webster geführte People’s Progressive Party (PPP) sechs der sieben Sitze im Parlament, während der verbleibende Sitz an Emile Gumbs fiel.

### Erste Amtszeit als Chief Minister 1976 bis 1977
Durch eine neue Verfassung wurde 1976 das Amt des Chefministers (Chief Minister) eingeführt. Am 10. Februar 1976 wurde Ronald Webster erster Chief Minister von Anguilla. Bei den Wahlen vom  Er bekleidete dieses Amt bis zum 1. Februar 1977 und wurde danach von Emile Gumbs von der Anguilla National Alliance (ANA) abgelöst. Bei den Wahlen vom 15. März 1976 gewann die PPP abermals sechs der sieben Sitze, während der verbleibende siebte Sitz an den Parteilosen Hubert Hughes fiel. Webster selbst wurde im Wahlkreis District 1: Island Harbour gewählt. Am 1. Februar 1977 musste sich Webster einem von Hubert Hughes beantragten Misstrauensvotum stellen. Der Antrag wurde von den Ministerkollegen von Webster unterstützt, so dass die Abstimmung mit fünf Stimmen gegen Webster ausging. Der britische Kommissar (HM Commissioner) David Le Breton enthielt sich der Stimme, während Webster gegen den Antrag stimmte. Der Kommissar Ihrer Majestät ernannte daraufhin Emile Gumbs zum neuen Chefminister.

### Zweite Amtszeit als Chief Minister 1980 bis 1984
Die 1979 neu von Hubert Hughes gegründete Anguilla United Movement (AUM) gewann mit Webster als Spitzenkandidaten bei den Wahlen am 28. Mai 1980 sechs der sieben gewählten Sitze in der 12-köpfigen Anguilla Legislative Assembly. Dabei wurde Webster in seinem Wahlkreis District 1: Island Harbour wiedergewählt. Daraufhin wurde er als Chief Minister der Insel wieder eingesetzt. Emile Gumbs, der als sein Nachfolger am 1. Februar 1977 zum Chief Minister ernannt worden war, war das einzige Mitglied der Anguilla National Alliance (ANA), das einen Sitz in der Versammlung gewann. Am 19. Dezember 1980 wurde Anguilla de jure von St. Kitts und Nevis getrennt und zu einem nichtsouveränen britisches Überseegebiet mit innerer Autonomie. Webster war gezwungen, am 22. Juni 1981 Wahlen abzuhalten, nachdem er drei Wochen vor der Wahl und nach weniger als einem Jahr im Amt aus der Anguilla United Movement (AUM) ausgeschlossen worden war.
Am Wahltag bestätigten die Wähler Webster. Er gewann mit seiner neuen Anguilla People’s Party (APP) fünf der sieben Sitze in der gesetzgebenden Versammlung, wobei er selbst wieder im Wahlkreis District 1: Island Harbour wiedergewählt wurde. Die anderen beiden Sitze gingen an die Anguilla National Alliance (ANA) des ehemaligen Chief Ministers Emile Gumbs, während die frühere Partei (AUM) von Webster ohne Vertretung blieb. Während seiner Amtszeit hielt Anguilla am 1. April 1982 eine eigene Verfassung.
Ronald Webster hat am 9. März 1984 zwei Jahre vor Ablauf der Wahlperiode vorzeitige Neuwahlen anberaumt. Die oppositionelle Anguilla National Alliance (ANA) von Gumbs gewann 53,8 Prozent der Stimmen, gegenüber 41,7 Prozent für die Anguilla People’s Party (APP) von Webster. Die ANA nahm vier Sitze im siebensitzigen House of Assembly ein, während die APP zwei Mandate erhielt. Hubert Hughes kehrte als Parteiloser in das Parlament zurück. Webster selbst verlor seinen Sitz in der Versammlung. Gumbs wurde daraufhin am 12. März 1984 als Chief Minister vereidigt. Die beiden erfolgreichen APP-Kandidaten Nashville Webster und Osbourne Fleming traten später der ANA-Regierung bei. Fleming wurde anschließend zum Minister für Finanzen, Bildung und Gemeindeentwicklung ernannt. Hughes blieb damit das einzige Oppositionsmitglied in dieser Legislaturperiode.

### Wahlniederlagen 1989, 1994 und 1999
Bei den Wahlen am 27. Februar 1989 kandidierte Webster für die Anguilla United Party (AUP) im Wahlkreis District 1: Island Harbour für den Wiedereinzug in das House of Assembly. Er unterlag dabei mit 305 zu 389 Stimmen dem Kandidaten der ANA, Kenneth Harrigan, und verpasste damit erneut seine Wiederwahl ins Parlament. Mit Hubert Hughes und Albert Hughes gewannen allerdings zwei Kandidaten der AUP einen der sieben Sitze. Bei den Wahlen vom 16. März 1994 kandidierte er nunmehr für Anguilla for Good Governance (AGG) im Wahlkreis District 2: Sandy Hill. Er unterlag allerdings dieses Mal dem späteren Chief Minister Osbourne Fleming mit 192 zu 250 Stimmen und wurde somit zum dritten Mal in Folge nicht mehr in das Parlament gewählt.
Webster kandidierte bei den darauf folgenden Wahlen am 4. März 1999 wieder für die Anguilla United Party (AUP) im Wahlkreis District 4: Valley South. Allerdings verlor er hier mit 71 Stimmen deutlich gegen den späteren Chief Minister Victor Banks von der Anguilla Democratic Party (ADP), der 503 Stimmen gewann, sowie Blondell Rodgiers von der Anguilla National Alliance (ANA), auf den 237 Stimmen entfielen. Im Anschluss zog er sich aus dem politischen Leben zurück.
Webster war mit Cleopatra Webster verheiratet. Seit 2010 ist sein Geburtstag am 2. März öffentlicher Feiertag. Nach seinem Tode am 9. Dezember 2016 wurde er in einem Staatsbegräbnis beigesetzt.

## Veröffentlichung
- Scrap book of Anguilla’s revolution, 1987, ISBN 0-9618421-0-5